# Коккосалма
Коккосалма (карел. Kokkošalmi. kokko — «костёр», šalmi — «пролив») — деревня в Лоухском районе Республики Карелия. Входит в состав Кестеньгского сельского поселения.

## Общие сведения
Расположена среди лесных озёр, среди которых крупная система озёр Топозеро.
Расположена на севере Карелии на берегу озера Коккоярви (Топозеро).
Деревня Коккосалма находится на 81 км трассы 86К-127 Лоухи — Суоперя.

## Население
| 2002 | 2009 | 2010 | 2013 |
| ---- | ---- | ---- | ---- |
| 13   | ↘8   | ↗14  | ↘12  |

## История
В районе деревни Коккосалма шли бои в начале 1920-х годов, а также во время советско-финской войны 1941—1944 годов и Великой Отечественной войны.
В деревне есть захоронение финских солдат. В 1997 году был установлен мемориальный камень «Павшим воинам от Финляндского государства».

## Экономика
В последние годы активно развивается форелевое хозяйство, дачное земледелие, развивается туризм.